# Aspitates taylorae
Aspitates taylorae är en fjärilsart som beskrevs av Butler 1893. Aspitates taylorae ingår i släktet Aspitates och familjen mätare. Inga underarter finns listade i Catalogue of Life.